# الحود (إب)
الحود هي إحدى قرى الجمهورية اليمنية. وهي تتبع جغرافيًا لمحافظة إب. وإداريًا لمديرية السبرة. يبلغ تعداد سكانها 1967 نسمة حسب الإحصاء الذي جرى عام 2004.